# Dry Town 〜Theme of Zero〜/Shadow behind
「Dry Town 〜Theme of Zero〜/Shadow behind」（ドライ・タウン 〜テーマ・オブ・ゼロ〜／シャドウ・ビハインド）は、2010年5月19日にリリースされたLOVE PSYCHEDELICOの12枚目のシングル。発売元はビクターエンタテインメント。

## 概要
- 前作「Aha! (All We Want)」から3年11ヵ月後発売のニューシングル。初の両A面シングルでもある。

## 収録内容
1. Dry Town 〜Theme of Zero〜
  - 作詞・作曲：LOVE PSYCHEDELICO　ストリングスアレンジ：安部潤、LOVE PSYCHEDELICO

フジテレビ系 火曜よる9時ドラマ『絶対零度〜未解決事件特命捜査〜』メインテーマ
2枚目のアルバム『LOVE PSYCHEDELIC ORCHESTRA』収録曲「dry town」のリテイクバージョン。
2. Shadow behind
  - 作詞・作曲：LOVE PSYCHEDELICO

フジテレビ系 火曜よる9時ドラマ『絶対零度〜未解決事件特命捜査〜』オープニングテーマ
5枚目のアルバム『ABBOT KINNEY』からのシングルカット。
3. Freedom (Live Version)
  - 作詞・作曲：LOVE PSYCHEDELICO

4枚目のアルバム『GOLDEN GRAPEFRUIT』収録曲「Freedom」のライブ音源。